# 代沃吕地区阿涅尔
代沃吕地区阿涅尔（法語：Agnières-en-Dévoluy）是法国上阿尔卑斯省的一个市镇，属于加普区（Gap）。该市镇的总面积为32.46平方公里，2009年时的人口为291人。

## 人口
代沃吕地区阿涅尔人口变化图示
| 数据来源：INSEE |